# Terihi
Terihi è una piccola isola disabitata appartenente all'arcipelago delle Isole Marchesi nella Polinesia francese. Ha una superficie di 0,15 km², ed è localizzata a sud di Moho Tani.